# Martin Jones (pianiste)
Pour les articles homonymes, voir Martin Jones et Jones.
Martin Jones (Witney, 4 février 1940) est un pianiste anglais.

## Biographie
Martin Jones étudie à la Royal Academy of Music de Londres, avec Guido Agosti, Guy Jonson et Gordon Green. Il est très apprécié dès ses débuts sur la scène internationale, lorsqu'il remporte le prix de piano Myra Hess en 1968.
Il fait ses débuts en 1968, à Londres au Queen Elizabeth Hall et à New York, au Carnegie Hall. Jones joue ensuite avec plusieurs orchestres à travers le monde, notamment le London Festival Orchestra, le Hallé Orchestra, l'Orchestre symphonique d'Adelaide et le BBC Welsh Orchestra. Outre de nombreux concertos du répertoire courant, il joue le Concerto de Ferruccio Busoni concerto et celui de Samuel Barber, les concertos de William Mathias, John McCabe, Constant Lambert et Xaver Scharwenka. Il a effectué une tournée au Canada avec la l'orchestre de la BBC du Pays de Galles et donne des récitals en Floride, au Tennessee et en Californie, un récital Brahms au Wigmore Hall à Londres en 1993 et participé à des émissions de radio en grande-Bretagne, l'Irlande et les États-unis. De 1971 à 1983, il a été pianiste en résidence à l'Université, de Collège, de Cardiff.

## Musique de Film
Jones est l'interprète de la partie de piano dans la bande son du film, nommé aux Oscar, Retour à Howards End. Il joue Bridal Lullaby et Mock Morris de Percy Grainger. La musique du film étant de Richard Robbins.

## Enregistrements
Jones est un artiste prolifique à l'enregistrement et laisse beaucoup de gravures pour le défunt label Nimbus Records. Parmi ces enregistrements :
- Enrique Granados, Intégrale des œuvres pour piano seul publiées (Nimbus NI 1734)
- Méditations pour toutes les saisons (Nimbus NI 1737)
- Karol Szymanowski, Intégrale de la musique pour piano (1992/1993, 2CD Nimbus NI 5405/6) (OCLC 32403102)
- Felix Mendelssohn, Intégrale de la musique pour piano (Nimbus NI 1772)
- Claude Debussy, Intégrale de la musique pour piano (5 avril 1988, Nimbus NI 1773 / NI 5160) (OCLC 426174138)
- Johannes Brahms, Intégrale de la musique pour piano (Nimbus NI 1788)
- Rachmaninoff, Variations Corelli et Moments Musicaux ; transcriptions (13 août/1er décembre 1973 et 22 août 1988, Nimbus NI 5292) 80770331
- Chostakovitch, Concertos pour piano et Symphonie de chambre - Graham Ashton, trompette ; English Symphony Orchestra, dir. William Boughton (14-15 novembre 1990, Nimbus NI 5308) 27747223
- Joyaux du piano virtuose (15-16 mai 1991, Nimbus NI 5326) (OCLC 899812296)
- An English Suite : Finzi (Eclogue°), Parry (An English suite), Bridge (An Irish melody, Lament, Two old English songs...) - English String Orchestra, dir. William Boughton° (6-7 juin/11 octobre 1992, Nimbus NI 5366) (OCLC 28912799)
- Spirit of England II (Nimbus NI 5450)
- Igor Stravinsky, Musique pour piano (Nimbus NI 5519/20)
- Musique pour piano espagnole, volume 1 : Granados, Albéniz (1995/1998, 4CD Nimbus NI 5595/98) (OCLC 42568944)
- Musique pour piano espagnole, volume 2 : Turina, De Falla, Mompou (1995/1998, 5CD Nimbus NI 5619/23)
- Erich Wolfgang Korngold, Musique pour piano (26 mai et 28-29 novembre 2000, 4CD Nimbus NI 5705/08) (OCLC 83279362)
- Federico Mompou, Musique pour piano (juillet 1995-mai 2001, 4CD Nimbus NI 5724/27 et NI 5877/79) (OCLC 56325150)
- Earl Wild, Arrangements virtuose sur des mélodies de Gershwin (Nimbus NI 5743)
- Alun Hoddinott, Sonates pour piano, 1 a 10 (17-18 décembre 1992, 2CD Nimbus NI 5747/48) (OCLC 62292523)
- Hans Gál, Musique pour piano (16-18 février/7 mars 2007, 2CD Nimbus NI 5751/52) (OCLC 154808665)
- Carlos Guastavino, Intégrale de la musique pour piano (Nimbus NI 5818/20)
- Ernesto Halffter, Musique pour piano (Nimbus NI 5849)
- Joaquín Nin, Musique pour piano (30 novembre 2006/14-15 mai 2007, Nimbus NI 5851) (OCLC 609585647)
- Carl Czerny, Sonates pour piano, volume 1 (3CD Nimbus NI 5832/3)
- Carl Czerny, Sonates pour piano, volume 2 (2CD Nimbus NI 5863/64)
- Carl Czerny, Sonates pour piano, volume 3 (Nimbus NI 5872/73)
- Jean Françaix, Musique pour piano seul, à deux piano et à quatre mains (Nimbus NI 5880/82)
- Méditations au soleil couchant : Finzi, Haydn, Elgar, J. C. Bach, Respighi, Bartok (Nimbus NI 7010)
- Méditations pour l'automne (Nimbus NI 7069)
- Claude Debussy, Clair de Lune et autres pièces favorites pour piano (Nimbus NI 7702)
- Percy Grainger, Musique pour piano (1989/1991, 5CD Nimbus NI 5220) (OCLC 27891461)
- Percy Grainger, Pièces favorites pour piano (Nimbus NI 7703)
- Felix Mendelssohn, Romances sans paroles (1973/1979, 2CD NI 5073/74.) (OCLC 39392394)
- Enrique Granados, Goyescas - Isaac Albéniz, Iberia (1997-1998, Nimbus NI 7718/19)

Jones a aussi effectué un enregistrement pour Argo à l'époque du LP :
- Ferruccio Busoni, Elegies (1973, Argo LP ZRG 741)
Adrian Corleonis du magazine américain Fanfare, a classé cet enregistrement comme l'un des plus beaux des Elegies, affirmant qu'il frappe par « l'équilibre idéal entre l'atmosphère et le pétillement... »[4].